# Thomaston (Connecticut)
Thomaston è un comune di 7.938 abitanti degli Stati Uniti d'America, situato nella Contea di Litchfield nello Stato del Connecticut.